# Mimeusemia fruhstorferi
Mimeusemia fruhstorferi là một loài bướm đêm trong họ Noctuidae.